# Lesní požáry v Kalifornii 2018
Série lesních požárů v Kalifornii postihla několik oblastí Kalifornie v roce 2018. V médiích jsou označovány za nejhorší lesní požáry v historii Kalifornie. Značného dosahu dosáhly počátkem srpna a v listopadu. 6. prosince 2018 bylo Kalifornským úřadem pro lesní a požární ochranu (Cal Fire) a agenturou National Interagency Fire Center (NIFC) uvedeno, že vypuklo kolem 8 434 požárů a bylo zasaženo 1 890 438 akrů (přibližně 765 033 hektarů) lesů.
Lesní požáry způsobily škodu přesahující 2,975 miliardy dolarů, včetně nákladu na zastavení požárů, které činí okolo 1,366 miliardy dolarů.

## Lesní požáry
| Název             | Okres                          | Hektary | Vypuknutí požáru  | Uhašení požáru     | Status  | Poznámky | Zdroj                       |
| ----------------- | ------------------------------ | ------- | ----------------- | ------------------ | ------- | --- | --------------------------- |
| Pleasant          | Inyo                           | 838     | 18. února 2018    | 3. dubna 2018      | uhašeno | | [ 9 ]                       |
| Moffat            | Inyo                           | 512     | 19. dubna 2018    | 21. května 2018    | uhašeno | | [ 10 ]                      |
| Nees              | Merced                         | 711     | 2. května 2018    | 17. května 2018    | uhašeno | | [ 11 ]                      |
| Patterson         | Riverside                      | 510     | 17. května 2018   | 21. května 2018    | uhašeno | | [ 12 ]                      |
| Panoche           | San Benito                     | 26      | 4. června 2018    | 7. června 2018     | uhašeno | 3 mrtví lidé | [ 13 ] [ 14 ]               |
| Stone             | Los Angeles                    | 547     | 4. června 2018    | 13. června 2018    | uhašeno | | [ 15 ]                      |
| Airline           | San Benito                     | 532     | 4. června 2018    | 14. června 2018    | uhašeno | | [ 16 ]                      |
| Apple             | Tehama                         | 1 196   | 9. června 2018    | 14. června 2018    | uhašeno | 3 domy a 2 stavení zničeny | [ 17 ]                      |
| Chrome            | Glenn                          | 927     | 9. června 2018    | 21. června 2018    | uhašeno | 1 stavení zničeno | [ 18 ]                      |
| Lions             | Madera                         | 5 401   | 11. června 2018   | 1. října 2018      | uhašeno | | [ 19 ] [ 20 ]               |
| Planada           | Merced                         | 1 847   | 15. června 2018   | 21. června 2018    | uhašeno | | [ 21 ]                      |
| Yankee            | San Luis Obispo                | 607     | 20. června 2018   | 1. července 2018   | uhašeno | | [ 22 ]                      |
| Lane              | Tehama                         | 1 504   | 23. června 2018   | 4. července 2018   | uhašeno | 1 zraněný člověk | [ 23 ]                      |
| Pawnee            | Lake                           | 6 145   | 23. června 2018   | 8. července 2018   | uhašeno | 22 budov zničeno, 1 zraněný člověk | [ 24 ]                      |
| Creek             | Madera                         | 679     | 24. června 2018   | 5. července 2018   | uhašeno | 4 domy a 7 budov zničeno | [ 25 ]                      |
| Waverly           | San Joaquin                    | 4 978   | 30. června 2018   | 2. července 2018   | uhašeno | | [ 26 ]                      |
| County            | Lake, Napa, Yolo               | 36 538  | 29. června 2018   | 14. července 2018  | uhašeno | 20 budov zničeno, 1 zraněný hasič | [ 27 ]                      |
| Klamathon         | Siskiyou                       | 15 381  | 5. července 2018  | 16. července 2018  | uhašeno | 82 budov zničeno, 3 zranění lidé a 1 člověk mrtvý | [ 28 ] [ 29 ]               |
| Valley            | San Bernardino                 | 546     | 6. července 2018  | 22. října 2018     | uhašeno | 5 zraněných lidí | [ 30 ] [ 31 ] [ 5 ]         |
| Holiday           | Santa Barbara                  | 46      | 6. července 2018  | 11. července 2018  | uhašeno | 20 budov zničeno | [ 32 ]                      |
| Pendleton Complex | San Diego                      | 728     | 6. července 2018  | 11. července 2018  | uhašeno | původně tři oddělené ohně, které začaly hořet v Campu Pendleton | [ 33 ] [ 34 ]               |
| West              | San Diego                      | 204     | 6. července 2018  | 11. července 2018  | uhašeno | 56 budov zničeno | [ 35 ]                      |
| Georges           | Inyo                           | 1 167   | 8. července 2018  | 18. července 2018  | uhašeno | | [ 36 ] [ 37 ] [ 5 ]         |
| Ferguson          | Mariposa                       | 39 214  | 13. července 2018 | 18. října 2018     | uhašeno | 19 zraněných hasičů a 2 mrtví hasiči, 10 budov zničeno | [ 38 ] [ 39 ]               |
| Eagle             | Modoc                          | 850     | 13. července 2018 | 17. července 2018  | uhašeno | | [ 40 ] [ 5 ]                |
| Natchez           | Del Norte, Siskiyou            | 15 432  | 15. července 2018 | 30. října 2018     | uhašeno | | [ 41 ] [ 42 ]               |
| Carr              | Shasta                         | 92 936  | 23. července 2018 | 30. srpna 2018     | uhašeno | 1 079 domů, 22 komerčních budov a 503 stavení zničeno – 190 domů, 26 komerčních budov a 63 stavení poškozeno; 3 mrtví hasiči a 5 lidí                                              | [ 43 ]                      |
| Cranston          | Riverside                      | 5 317   | 26. července 2018 | 10. srpna 2018     | uhašeno | | [ 44 ]                      |
| Mendocino Complex | Mendocino, Lake, Colusa, Glenn | 185 800 | 27. července 2018 | 18. září 2018      | uhašeno | požáry Ranch Fire a River Fire jsou kolektivně nazývány jako Mendocino Complex Fire; 157 domů a 123 budov zničeno – 13 domů a 25 budov poškozeno; 1 mrtvý hasič a 4 zranění hasiči | [ 45 ] [ 46 ] [ 47 ] [ 48 ] |
| Whaleback         | Lassen                         | 7 569   | 27. července 2018 | 7. srpna 2018      | uhašeno | | [ 49 ]                      |
| Butte             | Sutter                         | 486     | 31. července 2018 | 3. srpna 2018      | uhašeno | | [ 50 ]                      |
| Donnell           | Tuolumne                       | 14 751  | 1. srpna 2018     | 1. října 2018      | uhašeno | 135 budov zničeno, 9 zraněných civilistů | [ 51 ]                      |
| Tarina            | Kern                           | 1 194   | 3. srpna 2018     | 6. srpna 2018      | uhašeno | | [ 52 ]                      |
| Pendleton         | San Diego                      | 405     | 5. srpna 2018     | 6. srpna 2018      | uhašeno | začal hořet v Campu Pendleton | [ 53 ]                      |
| Turkey            | Monterey                       | 900     | 6. srpna 2018     | 6. srpna 2018      | uhašeno | | [ 54 ]                      |
| Holy              | Orange, Riverside              | 9 363   | 6. srpna 2018     | 13. září 2018      | uhašeno | 18 budov zničeno, 3 zranění hasiči | [ 56 ] [ 57 ] [ 58 ]        |
| Five              | Kings                          | 1 212   | 6. srpna 2018     | 8. srpna 2018      | uhašeno | | [ 59 ]                      |
| Hirz              | Shasta                         | 18 676  | 9. srpna 2018     | 12. září 2018      | uhašeno | | [ 60 ]                      |
| Hat               | Shasta                         | 769     | 9. srpna 2018     | 16. srpna 2018     | uhašeno | | [ 61 ]                      |
| Nelson            | Solano                         | 875     | 10. srpna 2018    | 12. srpna 2018     | uhašeno | | [ 62 ]                      |
| Stone             | Modoc                          | 15 939  | 15. srpna 2018    | 29. srpna 2018     | uhašeno | | [ 63 ]                      |
| Mill Creek 1      | Humboldt                       | 1 487   | 16. srpna 2018    | 30. srpna 2018     | uhašeno | | [ 64 ]                      |
| Front             | San Luis Obispo, Santa Barbara | 410     | 19. srpna 2018    | 29. srpna 2018     | uhašeno | | [ 65 ]                      |
| North             | Placer                         | 453     | 3. září 2018      | 16. září 2018      | uhašeno | | [ 66 ]                      |
| Boot              | Mono                           | 2 822   | 4. září 2018      | 15. září 2018      | uhašeno | | [ 67 ]                      |
| Kerlin            | Trinity                        | 709     | 4. září 2018      | 17. září 2018      | uhašeno | | [ 68 ]                      |
| Delta             | Shasta                         | 25 621  | 5. září 2018      | 7. října 2018      | uhašeno | spojeno s požárem Hirz Fire; 20 budov zničeno | [ 69 ]                      |
| Snell             | Napa                           | 1 008   | 8. září 2018      | 15. září 2018      | uhašeno | | [ 70 ]                      |
| Charlie           | Los Angeles                    | 1 368   | 22. září 2018     | 1. října 2018      | uhašeno | | [ 71 ] [ 72 ]               |
| Alder             | Tulare                         | 1 883   | 4. října 2018     | 7. prosince 2018   | uhašeno | | [ 73 ]                      |
| Eden              | Tulare                         | 719     | 4. října 2018     | 7. prosince 2018   | uhašeno | | [ 74 ] [ 75 ]               |
| Branscombe        | Solano                         | 1 902   | 7. října 2018     | 9. listopadu 2018  | uhašeno | 4 budovy zničeny | [ 76 ] [ 77 ]               |
| Sun               | Tehama                         | 1 574   | 7. října 2018     | 12. října 2018     | uhašeno | | [ 78 ]                      |
| Mountaineer       | Tulare                         | 514     | 13. října 2018    | 7. prosince 2018   | uhašeno | | [ 73 ]                      |
| Camp              | Butte                          | 62 053  | 8. listopadu 2018 | 25. listopadu 2018 | uhašeno | 5 zraněných hasičů, 86 mrtvých, 12 zraněných a 3 pohřešujících lidí; 18 804 budov zničeno a 564 poškozeno                                                                          | [ 79 ] [ 80 ] [ 81 ]        |
| Nurse             | Solano                         | 607     | 8. listopadu 2018 | 27. listopadu 2018 | uhašeno | | [ 82 ]                      |
| Hill              | Ventura                        | 1 834   | 8. listopadu 2018 | 15. listopadu 2018 | uhašeno | 4 budovy zničeny | [ 83 ]                      |
| Woolsey           | Los Angeles, Ventura           | 39 234  | 8. listopadu 2018 | 22. listopadu 2018 | uhašeno | 1 643 budov zničeno a 364 poškozeno | [ 84 ] [ 85 ] [ 86 ]        |

## Lesní požáry v listopadu 2018
8. listopadu vypukly lesní požáry na několika místech v severní a v jihozápadní Kalifornii. V okrese Butte se požár „Camp Fire“ rozšířil během jednoho dne na plochu více než 30 000 hektarů a 12. listopadu dosáhl plochy 44 000 hektarů. Podle úřadů bylo město Paradise téměř úplně zničeno.
Vzhledem k různorodosti a velikosti požárů byly velké části Kalifornie postiženy velkým znečištěním ovzduší způsobeným kouřem. V San Franciscu, které se nachází 350 km od požárů, byli obyvatelé požádáni, aby neopouštěli své domy a neotevírali okna.

## Galerie

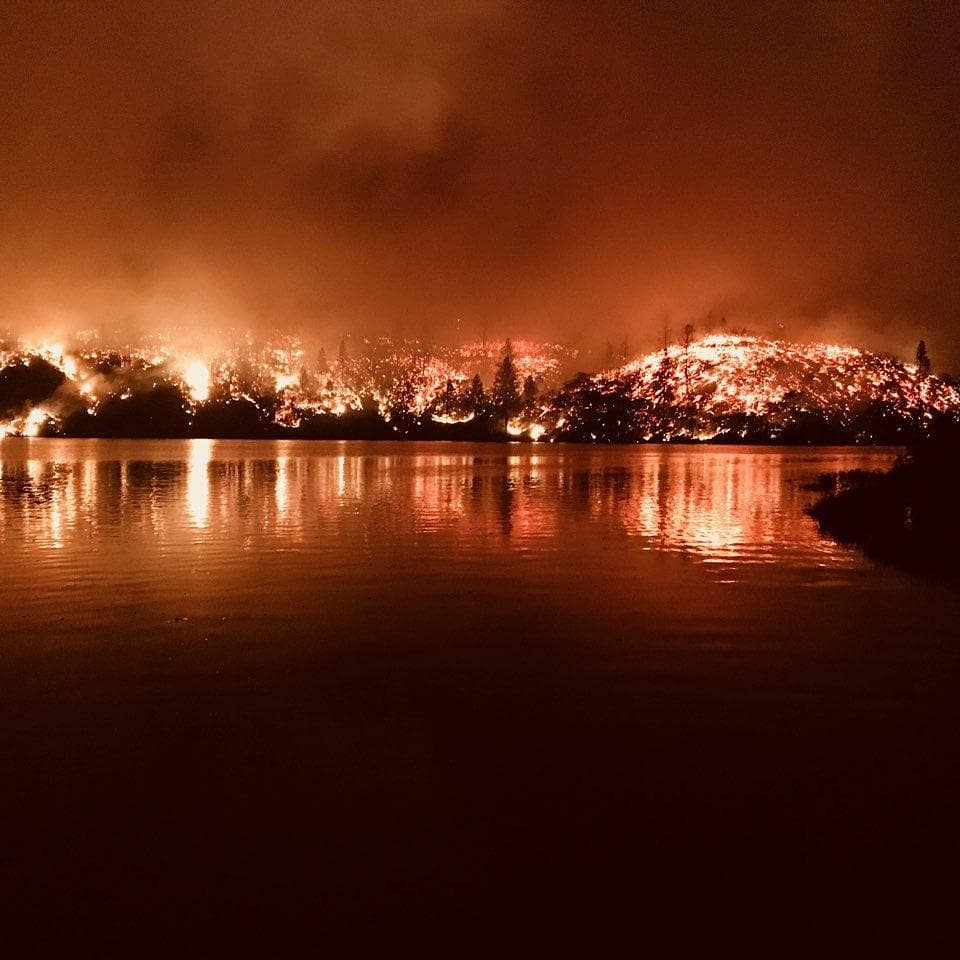
Fotografie lesního požáru Carr Fire 27. července 2018.
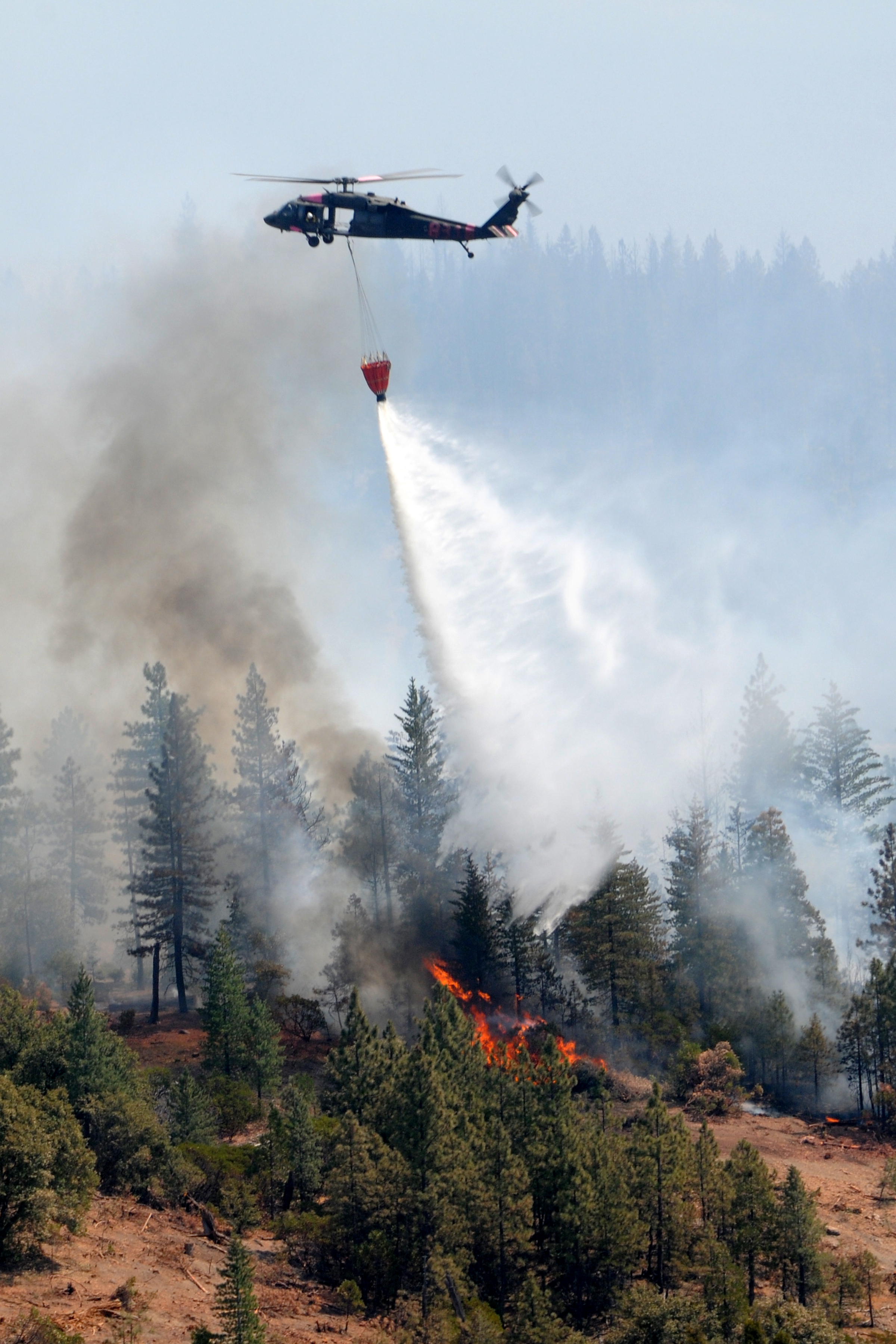
S hašením požárů pomáhá také Národní garda.
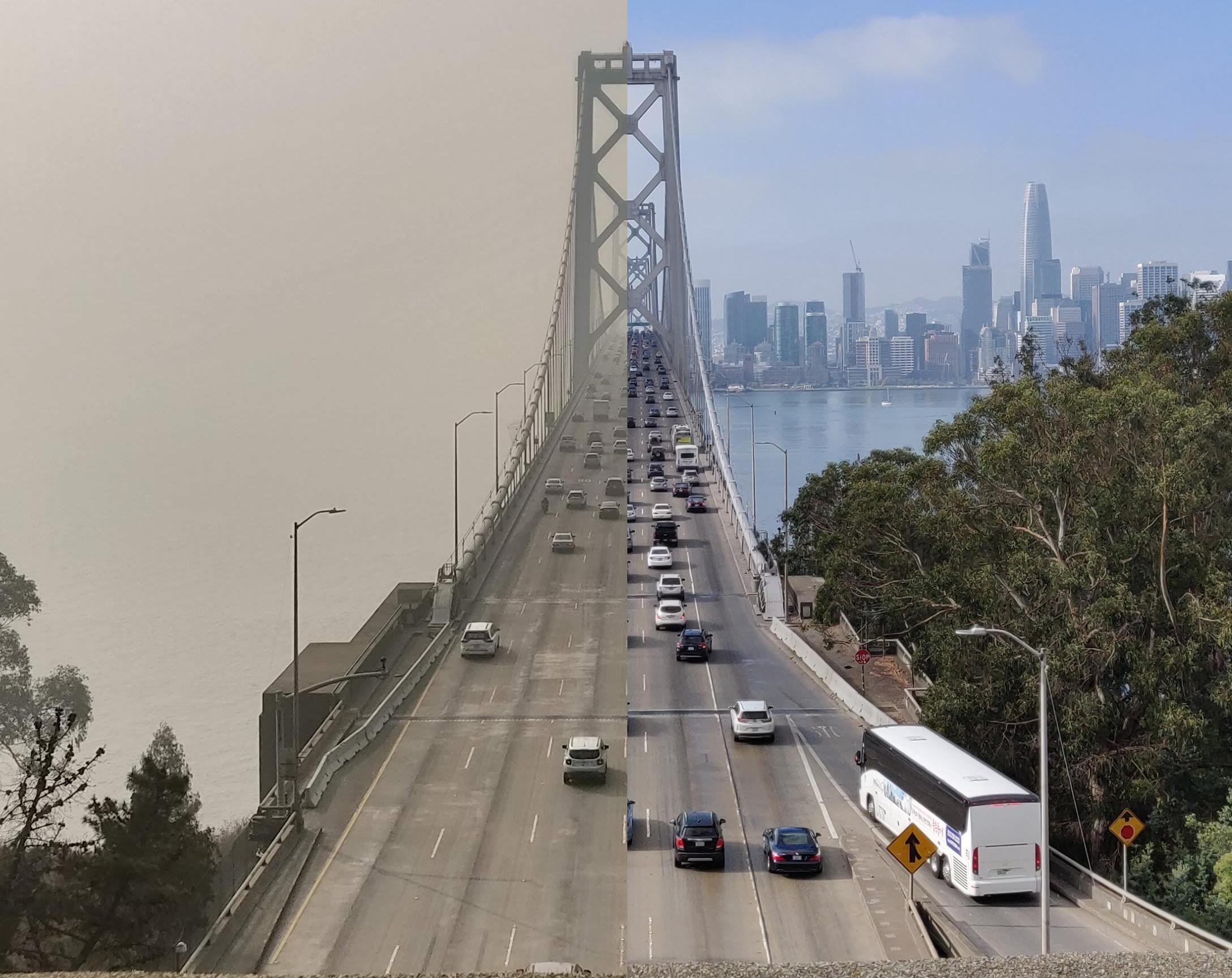
Pohled na most Bay Bridge v San Franciscu v Kalifornii. Fotografie nalevo byla pořízena 16. listopadu 2018 a napravo 14. října 2018.
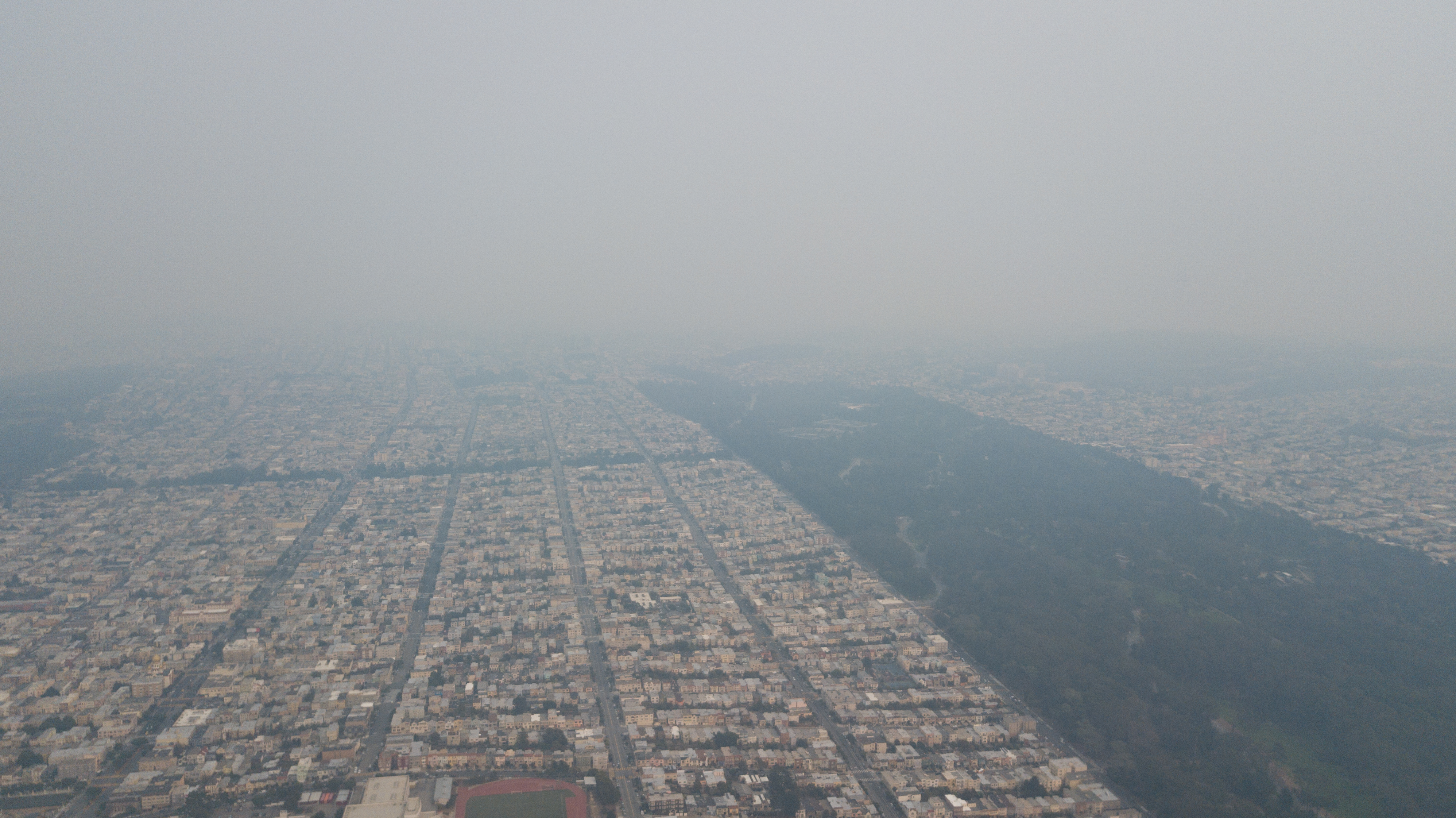
Park Golden Gate Park během lesního požáru Camp Fire.